# Ropucha czerwona
Ropucha czerwona (Schismaderma carens) – gatunek afrykańskiego płaza bezogonowego o charakterystycznej barwie. Jego niewyjaśnione jeszcze relacje filogenetyczne z innymi przedstawicielami rodziny ropuchowatych stanowią przedmiot badań. Płaz ma szeroki zasięg występowania we wschodniej i południowo-wschodniej Afryce. Łatwo przystosowuje się do warunków środowiska, dlatego też obecnie nie grozi mu wyginięcie.

## Nazwa
Zarówno polska, jak i angielska nazwa tego płaza pochodzi od czerwonawej barwy jego grzbietu.

## Ewolucja i taksonomia
W 1981 Grandison podzielił afrykańskie ropuchowate (oprócz rodzaju Bufo) na dwie grupy. Linia Nectophryne objęła następujące rodzaje: Capensibufo, Didynamipus, Laurentophryne, Nectophryne, Nectophrynoides, Werneria, Wolterstorffina, podczas gdy Schismaderma razem z rodzajami Mertensophryne  i Stephopaedes uznano za bliżej spokrewnione z grupą Bufo vertebralis.
Opublikowane również w 1981 badania nad pokrewieństwem w obrębie rodziny ropuchowatych obejmowały porównanie budowy albumin osoczowych 18 gatunków, w efekcie czego wydzielono spośród nich 5 grup. Bazując na różnicach składu białek, oszacowano czas rozejścia się poszczególnych linii. Zgodnie z wynikami linia rodzaju Schismaderma odłączyła się w eocenie.
Dzięki tym badaniom stworzono m.in. poniższy kladogram (Linda R. Maxson, 1981), ukazujący stopień pokrewieństwa ropuchy czerwonej z przedstawicielkami blisko spokrewnionego rodzaju Bufo, w którym jest nieraz umieszczana. Obecnie część z nich przeniesiono do innych rodzajów.
|  | Bufo boreas   |
|  |               |
|  | Bufo cognatus |
|  |               |

|  | Bufo coccifer |
|  |               |
|  | Bufo luetkeni |
|  |               |

|  | Bufo boreas   |
|  |               |
|  | Bufo cognatus |
|  |               |

|  | Bufo coccifer |
|  |               |
|  | Bufo luetkeni |
|  |               |

|  | Bufo spinulosus |
|  |                 |
|  | Bufo marinus    |
|  |                 |

|  | Bufo boreas   |
|  |               |
|  | Bufo cognatus |
|  |               |

|  | Bufo coccifer |
|  |               |
|  | Bufo luetkeni |
|  |               |

|  | Bufo boreas   |
|  |               |
|  | Bufo cognatus |
|  |               |

|  | Bufo coccifer |
|  |               |
|  | Bufo luetkeni |
|  |               |

|  | Bufo spinulosus |
|  |                 |
|  | Bufo marinus    |
|  |                 |

|  | Bufo stomaticus   |
|  |                   |
|  | Bufo melanosticus |
|  |                   |

|  | Bufo boreas   |
|  |               |
|  | Bufo cognatus |
|  |               |

|  | Bufo coccifer |
|  |               |
|  | Bufo luetkeni |
|  |               |

|  | Bufo boreas   |
|  |               |
|  | Bufo cognatus |
|  |               |

|  | Bufo coccifer |
|  |               |
|  | Bufo luetkeni |
|  |               |

|  | Bufo spinulosus |
|  |                 |
|  | Bufo marinus    |
|  |                 |

|  | Bufo boreas   |
|  |               |
|  | Bufo cognatus |
|  |               |

|  | Bufo coccifer |
|  |               |
|  | Bufo luetkeni |
|  |               |

|  | Bufo boreas   |
|  |               |
|  | Bufo cognatus |
|  |               |

|  | Bufo coccifer |
|  |               |
|  | Bufo luetkeni |
|  |               |

|  | Bufo spinulosus |
|  |                 |
|  | Bufo marinus    |
|  |                 |

|  | Bufo stomaticus   |
|  |                   |
|  | Bufo melanosticus |
|  |                   |

|  | Bufo regularis      |
|  |                     |
|  | Schismaderma carens |
|  |                     |

Kolejny, bardziej współczesny kladogram (Ines Van Bocxlaer, SD Biju, Simon P Loader & Franky Bossuyt, 2009, tutaj znacznie uproszczony) widniejący poniżej ukazuje pozycję ropuchy czerwonej w całej rodzinie. Opiera się on na badanach obejmujących dane molekularne (z użyciem DNA zarówno jądrowego, jak i mitochondrialnego) i analizy biogeograficzne 86 taksonów płazów bezogonowych zarówno zaliczanych do rodziny ropuchowatych, jak i zewnętrznych wobec niej.
|  | Schismaderma carens                 |
|  |                                     |
|  | Nectophrynoides, Churamiti maridadi |
|  |                                     |

|  | Pseudepidalea                                                   |
|  |                                                                 |
|  | Phrynoidis, Epidalea calamita, Bufo, Ingerophrynus, Leptophryne |
|  |                                                                 |
|  | Pelophryne, Ansonia, Adenominae                                 |
|  |                                                                 |

|  | Schismaderma carens                 |
|  |                                     |
|  | Nectophrynoides, Churamiti maridadi |
|  |                                     |

|  | Pseudepidalea                                                   |
|  |                                                                 |
|  | Phrynoidis, Epidalea calamita, Bufo, Ingerophrynus, Leptophryne |
|  |                                                                 |
|  | Pelophryne, Ansonia, Adenominae                                 |
|  |                                                                 |

|  | Schismaderma carens                 |
|  |                                     |
|  | Nectophrynoides, Churamiti maridadi |
|  |                                     |

|  | Pseudepidalea                                                   |
|  |                                                                 |
|  | Phrynoidis, Epidalea calamita, Bufo, Ingerophrynus, Leptophryne |
|  |                                                                 |
|  | Pelophryne, Ansonia, Adenominae                                 |
|  |                                                                 |

|  | Schismaderma carens                 |
|  |                                     |
|  | Nectophrynoides, Churamiti maridadi |
|  |                                     |

|  | Pseudepidalea                                                   |
|  |                                                                 |
|  | Phrynoidis, Epidalea calamita, Bufo, Ingerophrynus, Leptophryne |
|  |                                                                 |
|  | Pelophryne, Ansonia, Adenominae                                 |
|  |                                                                 |

|  | Schismaderma carens                 |
|  |                                     |
|  | Nectophrynoides, Churamiti maridadi |
|  |                                     |

|  | Pseudepidalea                                                   |
|  |                                                                 |
|  | Phrynoidis, Epidalea calamita, Bufo, Ingerophrynus, Leptophryne |
|  |                                                                 |
|  | Pelophryne, Ansonia, Adenominae                                 |
|  |                                                                 |

|  | Schismaderma carens                 |
|  |                                     |
|  | Nectophrynoides, Churamiti maridadi |
|  |                                     |

|  | Pseudepidalea                                                   |
|  |                                                                 |
|  | Phrynoidis, Epidalea calamita, Bufo, Ingerophrynus, Leptophryne |
|  |                                                                 |
|  | Pelophryne, Ansonia, Adenominae                                 |
|  |                                                                 |

|  | Schismaderma carens                 |
|  |                                     |
|  | Nectophrynoides, Churamiti maridadi |
|  |                                     |

|  | Pseudepidalea                                                   |
|  |                                                                 |
|  | Phrynoidis, Epidalea calamita, Bufo, Ingerophrynus, Leptophryne |
|  |                                                                 |
|  | Pelophryne, Ansonia, Adenominae                                 |
|  |                                                                 |

|  | Schismaderma carens                 |
|  |                                     |
|  | Nectophrynoides, Churamiti maridadi |
|  |                                     |

|  | Pseudepidalea                                                   |
|  |                                                                 |
|  | Phrynoidis, Epidalea calamita, Bufo, Ingerophrynus, Leptophryne |
|  |                                                                 |
|  | Pelophryne, Ansonia, Adenominae                                 |
|  |                                                                 |

|  | Schismaderma carens                 |
|  |                                     |
|  | Nectophrynoides, Churamiti maridadi |
|  |                                     |

|  | Pseudepidalea                                                   |
|  |                                                                 |
|  | Phrynoidis, Epidalea calamita, Bufo, Ingerophrynus, Leptophryne |
|  |                                                                 |
|  | Pelophryne, Ansonia, Adenominae                                 |
|  |                                                                 |

|  | Schismaderma carens                 |
|  |                                     |
|  | Nectophrynoides, Churamiti maridadi |
|  |                                     |

|  | Pseudepidalea                                                   |
|  |                                                                 |
|  | Phrynoidis, Epidalea calamita, Bufo, Ingerophrynus, Leptophryne |
|  |                                                                 |
|  | Pelophryne, Ansonia, Adenominae                                 |
|  |                                                                 |

|  | Schismaderma carens                 |
|  |                                     |
|  | Nectophrynoides, Churamiti maridadi |
|  |                                     |

|  | Pseudepidalea                                                   |
|  |                                                                 |
|  | Phrynoidis, Epidalea calamita, Bufo, Ingerophrynus, Leptophryne |
|  |                                                                 |
|  | Pelophryne, Ansonia, Adenominae                                 |
|  |                                                                 |

|  | Schismaderma carens                 |
|  |                                     |
|  | Nectophrynoides, Churamiti maridadi |
|  |                                     |

|  | Pseudepidalea                                                   |
|  |                                                                 |
|  | Phrynoidis, Epidalea calamita, Bufo, Ingerophrynus, Leptophryne |
|  |                                                                 |
|  | Pelophryne, Ansonia, Adenominae                                 |
|  |                                                                 |

|  | Schismaderma carens                 |
|  |                                     |
|  | Nectophrynoides, Churamiti maridadi |
|  |                                     |

|  | Pseudepidalea                                                   |
|  |                                                                 |
|  | Phrynoidis, Epidalea calamita, Bufo, Ingerophrynus, Leptophryne |
|  |                                                                 |
|  | Pelophryne, Ansonia, Adenominae                                 |
|  |                                                                 |

|  | Schismaderma carens                 |
|  |                                     |
|  | Nectophrynoides, Churamiti maridadi |
|  |                                     |

|  | Pseudepidalea                                                   |
|  |                                                                 |
|  | Phrynoidis, Epidalea calamita, Bufo, Ingerophrynus, Leptophryne |
|  |                                                                 |
|  | Pelophryne, Ansonia, Adenominae                                 |
|  |                                                                 |

|  | Schismaderma carens                 |
|  |                                     |
|  | Nectophrynoides, Churamiti maridadi |
|  |                                     |

|  | Pseudepidalea                                                   |
|  |                                                                 |
|  | Phrynoidis, Epidalea calamita, Bufo, Ingerophrynus, Leptophryne |
|  |                                                                 |
|  | Pelophryne, Ansonia, Adenominae                                 |
|  |                                                                 |

|  | Schismaderma carens                 |
|  |                                     |
|  | Nectophrynoides, Churamiti maridadi |
|  |                                     |

|  | Pseudepidalea                                                   |
|  |                                                                 |
|  | Phrynoidis, Epidalea calamita, Bufo, Ingerophrynus, Leptophryne |
|  |                                                                 |
|  | Pelophryne, Ansonia, Adenominae                                 |
|  |                                                                 |

|  | Schismaderma carens                 |
|  |                                     |
|  | Nectophrynoides, Churamiti maridadi |
|  |                                     |

|  | Pseudepidalea                                                   |
|  |                                                                 |
|  | Phrynoidis, Epidalea calamita, Bufo, Ingerophrynus, Leptophryne |
|  |                                                                 |
|  | Pelophryne, Ansonia, Adenominae                                 |
|  |                                                                 |

|  | Schismaderma carens                 |
|  |                                     |
|  | Nectophrynoides, Churamiti maridadi |
|  |                                     |

|  | Pseudepidalea                                                   |
|  |                                                                 |
|  | Phrynoidis, Epidalea calamita, Bufo, Ingerophrynus, Leptophryne |
|  |                                                                 |
|  | Pelophryne, Ansonia, Adenominae                                 |
|  |                                                                 |

|  | Schismaderma carens                 |
|  |                                     |
|  | Nectophrynoides, Churamiti maridadi |
|  |                                     |

|  | Pseudepidalea                                                   |
|  |                                                                 |
|  | Phrynoidis, Epidalea calamita, Bufo, Ingerophrynus, Leptophryne |
|  |                                                                 |
|  | Pelophryne, Ansonia, Adenominae                                 |
|  |                                                                 |

|  | Schismaderma carens                 |
|  |                                     |
|  | Nectophrynoides, Churamiti maridadi |
|  |                                     |

|  | Pseudepidalea                                                   |
|  |                                                                 |
|  | Phrynoidis, Epidalea calamita, Bufo, Ingerophrynus, Leptophryne |
|  |                                                                 |
|  | Pelophryne, Ansonia, Adenominae                                 |
|  |                                                                 |

|  | Schismaderma carens                 |
|  |                                     |
|  | Nectophrynoides, Churamiti maridadi |
|  |                                     |

|  | Pseudepidalea                                                   |
|  |                                                                 |
|  | Phrynoidis, Epidalea calamita, Bufo, Ingerophrynus, Leptophryne |
|  |                                                                 |
|  | Pelophryne, Ansonia, Adenominae                                 |
|  |                                                                 |

|  | Schismaderma carens                 |
|  |                                     |
|  | Nectophrynoides, Churamiti maridadi |
|  |                                     |

|  | Pseudepidalea                                                   |
|  |                                                                 |
|  | Phrynoidis, Epidalea calamita, Bufo, Ingerophrynus, Leptophryne |
|  |                                                                 |
|  | Pelophryne, Ansonia, Adenominae                                 |
|  |                                                                 |

|  | Schismaderma carens                 |
|  |                                     |
|  | Nectophrynoides, Churamiti maridadi |
|  |                                     |

|  | Pseudepidalea                                                   |
|  |                                                                 |
|  | Phrynoidis, Epidalea calamita, Bufo, Ingerophrynus, Leptophryne |
|  |                                                                 |
|  | Pelophryne, Ansonia, Adenominae                                 |
|  |                                                                 |

|  | Schismaderma carens                 |
|  |                                     |
|  | Nectophrynoides, Churamiti maridadi |
|  |                                     |

|  | Pseudepidalea                                                   |
|  |                                                                 |
|  | Phrynoidis, Epidalea calamita, Bufo, Ingerophrynus, Leptophryne |
|  |                                                                 |
|  | Pelophryne, Ansonia, Adenominae                                 |
|  |                                                                 |

|  | Schismaderma carens                 |
|  |                                     |
|  | Nectophrynoides, Churamiti maridadi |
|  |                                     |

|  | Pseudepidalea                                                   |
|  |                                                                 |
|  | Phrynoidis, Epidalea calamita, Bufo, Ingerophrynus, Leptophryne |
|  |                                                                 |
|  | Pelophryne, Ansonia, Adenominae                                 |
|  |                                                                 |

|  | Schismaderma carens                 |
|  |                                     |
|  | Nectophrynoides, Churamiti maridadi |
|  |                                     |

|  | Pseudepidalea                                                   |
|  |                                                                 |
|  | Phrynoidis, Epidalea calamita, Bufo, Ingerophrynus, Leptophryne |
|  |                                                                 |
|  | Pelophryne, Ansonia, Adenominae                                 |
|  |                                                                 |

|  | Schismaderma carens                 |
|  |                                     |
|  | Nectophrynoides, Churamiti maridadi |
|  |                                     |

|  | Pseudepidalea                                                   |
|  |                                                                 |
|  | Phrynoidis, Epidalea calamita, Bufo, Ingerophrynus, Leptophryne |
|  |                                                                 |
|  | Pelophryne, Ansonia, Adenominae                                 |
|  |                                                                 |

|  | Schismaderma carens                 |
|  |                                     |
|  | Nectophrynoides, Churamiti maridadi |
|  |                                     |

|  | Pseudepidalea                                                   |
|  |                                                                 |
|  | Phrynoidis, Epidalea calamita, Bufo, Ingerophrynus, Leptophryne |
|  |                                                                 |
|  | Pelophryne, Ansonia, Adenominae                                 |
|  |                                                                 |

|  | Schismaderma carens                 |
|  |                                     |
|  | Nectophrynoides, Churamiti maridadi |
|  |                                     |

|  | Pseudepidalea                                                   |
|  |                                                                 |
|  | Phrynoidis, Epidalea calamita, Bufo, Ingerophrynus, Leptophryne |
|  |                                                                 |
|  | Pelophryne, Ansonia, Adenominae                                 |
|  |                                                                 |

|  | Schismaderma carens                 |
|  |                                     |
|  | Nectophrynoides, Churamiti maridadi |
|  |                                     |

|  | Pseudepidalea                                                   |
|  |                                                                 |
|  | Phrynoidis, Epidalea calamita, Bufo, Ingerophrynus, Leptophryne |
|  |                                                                 |
|  | Pelophryne, Ansonia, Adenominae                                 |
|  |                                                                 |

|  | Schismaderma carens                 |
|  |                                     |
|  | Nectophrynoides, Churamiti maridadi |
|  |                                     |

|  | Pseudepidalea                                                   |
|  |                                                                 |
|  | Phrynoidis, Epidalea calamita, Bufo, Ingerophrynus, Leptophryne |
|  |                                                                 |
|  | Pelophryne, Ansonia, Adenominae                                 |
|  |                                                                 |

|  | Schismaderma carens                 |
|  |                                     |
|  | Nectophrynoides, Churamiti maridadi |
|  |                                     |

|  | Pseudepidalea                                                   |
|  |                                                                 |
|  | Phrynoidis, Epidalea calamita, Bufo, Ingerophrynus, Leptophryne |
|  |                                                                 |
|  | Pelophryne, Ansonia, Adenominae                                 |
|  |                                                                 |

|  | Schismaderma carens                 |
|  |                                     |
|  | Nectophrynoides, Churamiti maridadi |
|  |                                     |

|  | Pseudepidalea                                                   |
|  |                                                                 |
|  | Phrynoidis, Epidalea calamita, Bufo, Ingerophrynus, Leptophryne |
|  |                                                                 |
|  | Pelophryne, Ansonia, Adenominae                                 |
|  |                                                                 |

|  | Schismaderma carens                 |
|  |                                     |
|  | Nectophrynoides, Churamiti maridadi |
|  |                                     |

|  | Pseudepidalea                                                   |
|  |                                                                 |
|  | Phrynoidis, Epidalea calamita, Bufo, Ingerophrynus, Leptophryne |
|  |                                                                 |
|  | Pelophryne, Ansonia, Adenominae                                 |
|  |                                                                 |

|  | Schismaderma carens                 |
|  |                                     |
|  | Nectophrynoides, Churamiti maridadi |
|  |                                     |

|  | Pseudepidalea                                                   |
|  |                                                                 |
|  | Phrynoidis, Epidalea calamita, Bufo, Ingerophrynus, Leptophryne |
|  |                                                                 |
|  | Pelophryne, Ansonia, Adenominae                                 |
|  |                                                                 |

|  | Schismaderma carens                 |
|  |                                     |
|  | Nectophrynoides, Churamiti maridadi |
|  |                                     |

|  | Pseudepidalea                                                   |
|  |                                                                 |
|  | Phrynoidis, Epidalea calamita, Bufo, Ingerophrynus, Leptophryne |
|  |                                                                 |
|  | Pelophryne, Ansonia, Adenominae                                 |
|  |                                                                 |

|  | Schismaderma carens                 |
|  |                                     |
|  | Nectophrynoides, Churamiti maridadi |
|  |                                     |

|  | Pseudepidalea                                                   |
|  |                                                                 |
|  | Phrynoidis, Epidalea calamita, Bufo, Ingerophrynus, Leptophryne |
|  |                                                                 |
|  | Pelophryne, Ansonia, Adenominae                                 |
|  |                                                                 |

|  | Schismaderma carens                 |
|  |                                     |
|  | Nectophrynoides, Churamiti maridadi |
|  |                                     |

|  | Pseudepidalea                                                   |
|  |                                                                 |
|  | Phrynoidis, Epidalea calamita, Bufo, Ingerophrynus, Leptophryne |
|  |                                                                 |
|  | Pelophryne, Ansonia, Adenominae                                 |
|  |                                                                 |

|  | Schismaderma carens                 |
|  |                                     |
|  | Nectophrynoides, Churamiti maridadi |
|  |                                     |

|  | Pseudepidalea                                                   |
|  |                                                                 |
|  | Phrynoidis, Epidalea calamita, Bufo, Ingerophrynus, Leptophryne |
|  |                                                                 |
|  | Pelophryne, Ansonia, Adenominae                                 |
|  |                                                                 |

|  | Schismaderma carens                 |
|  |                                     |
|  | Nectophrynoides, Churamiti maridadi |
|  |                                     |

|  | Pseudepidalea                                                   |
|  |                                                                 |
|  | Phrynoidis, Epidalea calamita, Bufo, Ingerophrynus, Leptophryne |
|  |                                                                 |
|  | Pelophryne, Ansonia, Adenominae                                 |
|  |                                                                 |

|  | Schismaderma carens                 |
|  |                                     |
|  | Nectophrynoides, Churamiti maridadi |
|  |                                     |

|  | Pseudepidalea                                                   |
|  |                                                                 |
|  | Phrynoidis, Epidalea calamita, Bufo, Ingerophrynus, Leptophryne |
|  |                                                                 |
|  | Pelophryne, Ansonia, Adenominae                                 |
|  |                                                                 |

|  | Schismaderma carens                 |
|  |                                     |
|  | Nectophrynoides, Churamiti maridadi |
|  |                                     |

|  | Pseudepidalea                                                   |
|  |                                                                 |
|  | Phrynoidis, Epidalea calamita, Bufo, Ingerophrynus, Leptophryne |
|  |                                                                 |
|  | Pelophryne, Ansonia, Adenominae                                 |
|  |                                                                 |

|  | Schismaderma carens                 |
|  |                                     |
|  | Nectophrynoides, Churamiti maridadi |
|  |                                     |

|  | Pseudepidalea                                                   |
|  |                                                                 |
|  | Phrynoidis, Epidalea calamita, Bufo, Ingerophrynus, Leptophryne |
|  |                                                                 |
|  | Pelophryne, Ansonia, Adenominae                                 |
|  |                                                                 |

|  | Schismaderma carens                 |
|  |                                     |
|  | Nectophrynoides, Churamiti maridadi |
|  |                                     |

|  | Pseudepidalea                                                   |
|  |                                                                 |
|  | Phrynoidis, Epidalea calamita, Bufo, Ingerophrynus, Leptophryne |
|  |                                                                 |
|  | Pelophryne, Ansonia, Adenominae                                 |
|  |                                                                 |

|  | Schismaderma carens                 |
|  |                                     |
|  | Nectophrynoides, Churamiti maridadi |
|  |                                     |

|  | Pseudepidalea                                                   |
|  |                                                                 |
|  | Phrynoidis, Epidalea calamita, Bufo, Ingerophrynus, Leptophryne |
|  |                                                                 |
|  | Pelophryne, Ansonia, Adenominae                                 |
|  |                                                                 |

|  | Schismaderma carens                 |
|  |                                     |
|  | Nectophrynoides, Churamiti maridadi |
|  |                                     |

|  | Pseudepidalea                                                   |
|  |                                                                 |
|  | Phrynoidis, Epidalea calamita, Bufo, Ingerophrynus, Leptophryne |
|  |                                                                 |
|  | Pelophryne, Ansonia, Adenominae                                 |
|  |                                                                 |

|  | Schismaderma carens                 |
|  |                                     |
|  | Nectophrynoides, Churamiti maridadi |
|  |                                     |

|  | Pseudepidalea                                                   |
|  |                                                                 |
|  | Phrynoidis, Epidalea calamita, Bufo, Ingerophrynus, Leptophryne |
|  |                                                                 |
|  | Pelophryne, Ansonia, Adenominae                                 |
|  |                                                                 |

|  | Schismaderma carens                 |
|  |                                     |
|  | Nectophrynoides, Churamiti maridadi |
|  |                                     |

|  | Pseudepidalea                                                   |
|  |                                                                 |
|  | Phrynoidis, Epidalea calamita, Bufo, Ingerophrynus, Leptophryne |
|  |                                                                 |
|  | Pelophryne, Ansonia, Adenominae                                 |
|  |                                                                 |

|  | Schismaderma carens                 |
|  |                                     |
|  | Nectophrynoides, Churamiti maridadi |
|  |                                     |

|  | Pseudepidalea                                                   |
|  |                                                                 |
|  | Phrynoidis, Epidalea calamita, Bufo, Ingerophrynus, Leptophryne |
|  |                                                                 |
|  | Pelophryne, Ansonia, Adenominae                                 |
|  |                                                                 |

|  | Schismaderma carens                 |
|  |                                     |
|  | Nectophrynoides, Churamiti maridadi |
|  |                                     |

|  | Pseudepidalea                                                   |
|  |                                                                 |
|  | Phrynoidis, Epidalea calamita, Bufo, Ingerophrynus, Leptophryne |
|  |                                                                 |
|  | Pelophryne, Ansonia, Adenominae                                 |
|  |                                                                 |

|  | Schismaderma carens                 |
|  |                                     |
|  | Nectophrynoides, Churamiti maridadi |
|  |                                     |

|  | Pseudepidalea                                                   |
|  |                                                                 |
|  | Phrynoidis, Epidalea calamita, Bufo, Ingerophrynus, Leptophryne |
|  |                                                                 |
|  | Pelophryne, Ansonia, Adenominae                                 |
|  |                                                                 |

|  | Schismaderma carens                 |
|  |                                     |
|  | Nectophrynoides, Churamiti maridadi |
|  |                                     |

|  | Pseudepidalea                                                   |
|  |                                                                 |
|  | Phrynoidis, Epidalea calamita, Bufo, Ingerophrynus, Leptophryne |
|  |                                                                 |
|  | Pelophryne, Ansonia, Adenominae                                 |
|  |                                                                 |

|  | Schismaderma carens                 |
|  |                                     |
|  | Nectophrynoides, Churamiti maridadi |
|  |                                     |

|  | Pseudepidalea                                                   |
|  |                                                                 |
|  | Phrynoidis, Epidalea calamita, Bufo, Ingerophrynus, Leptophryne |
|  |                                                                 |
|  | Pelophryne, Ansonia, Adenominae                                 |
|  |                                                                 |

|  | Schismaderma carens                 |
|  |                                     |
|  | Nectophrynoides, Churamiti maridadi |
|  |                                     |

|  | Pseudepidalea                                                   |
|  |                                                                 |
|  | Phrynoidis, Epidalea calamita, Bufo, Ingerophrynus, Leptophryne |
|  |                                                                 |
|  | Pelophryne, Ansonia, Adenominae                                 |
|  |                                                                 |

|  | Schismaderma carens                 |
|  |                                     |
|  | Nectophrynoides, Churamiti maridadi |
|  |                                     |

|  | Pseudepidalea                                                   |
|  |                                                                 |
|  | Phrynoidis, Epidalea calamita, Bufo, Ingerophrynus, Leptophryne |
|  |                                                                 |
|  | Pelophryne, Ansonia, Adenominae                                 |
|  |                                                                 |

|  | Schismaderma carens                 |
|  |                                     |
|  | Nectophrynoides, Churamiti maridadi |
|  |                                     |

|  | Pseudepidalea                                                   |
|  |                                                                 |
|  | Phrynoidis, Epidalea calamita, Bufo, Ingerophrynus, Leptophryne |
|  |                                                                 |
|  | Pelophryne, Ansonia, Adenominae                                 |
|  |                                                                 |

|  | Schismaderma carens                 |
|  |                                     |
|  | Nectophrynoides, Churamiti maridadi |
|  |                                     |

|  | Pseudepidalea                                                   |
|  |                                                                 |
|  | Phrynoidis, Epidalea calamita, Bufo, Ingerophrynus, Leptophryne |
|  |                                                                 |
|  | Pelophryne, Ansonia, Adenominae                                 |
|  |                                                                 |

|  | Schismaderma carens                 |
|  |                                     |
|  | Nectophrynoides, Churamiti maridadi |
|  |                                     |

|  | Pseudepidalea                                                   |
|  |                                                                 |
|  | Phrynoidis, Epidalea calamita, Bufo, Ingerophrynus, Leptophryne |
|  |                                                                 |
|  | Pelophryne, Ansonia, Adenominae                                 |
|  |                                                                 |

|  | Schismaderma carens                 |
|  |                                     |
|  | Nectophrynoides, Churamiti maridadi |
|  |                                     |

|  | Pseudepidalea                                                   |
|  |                                                                 |
|  | Phrynoidis, Epidalea calamita, Bufo, Ingerophrynus, Leptophryne |
|  |                                                                 |
|  | Pelophryne, Ansonia, Adenominae                                 |
|  |                                                                 |

|  | Schismaderma carens                 |
|  |                                     |
|  | Nectophrynoides, Churamiti maridadi |
|  |                                     |

|  | Pseudepidalea                                                   |
|  |                                                                 |
|  | Phrynoidis, Epidalea calamita, Bufo, Ingerophrynus, Leptophryne |
|  |                                                                 |
|  | Pelophryne, Ansonia, Adenominae                                 |
|  |                                                                 |

|  | Schismaderma carens                 |
|  |                                     |
|  | Nectophrynoides, Churamiti maridadi |
|  |                                     |

|  | Pseudepidalea                                                   |
|  |                                                                 |
|  | Phrynoidis, Epidalea calamita, Bufo, Ingerophrynus, Leptophryne |
|  |                                                                 |
|  | Pelophryne, Ansonia, Adenominae                                 |
|  |                                                                 |

|  | Schismaderma carens                 |
|  |                                     |
|  | Nectophrynoides, Churamiti maridadi |
|  |                                     |

|  | Pseudepidalea                                                   |
|  |                                                                 |
|  | Phrynoidis, Epidalea calamita, Bufo, Ingerophrynus, Leptophryne |
|  |                                                                 |
|  | Pelophryne, Ansonia, Adenominae                                 |
|  |                                                                 |

|  | Schismaderma carens                 |
|  |                                     |
|  | Nectophrynoides, Churamiti maridadi |
|  |                                     |

|  | Pseudepidalea                                                   |
|  |                                                                 |
|  | Phrynoidis, Epidalea calamita, Bufo, Ingerophrynus, Leptophryne |
|  |                                                                 |
|  | Pelophryne, Ansonia, Adenominae                                 |
|  |                                                                 |

|  | Schismaderma carens                 |
|  |                                     |
|  | Nectophrynoides, Churamiti maridadi |
|  |                                     |

|  | Pseudepidalea                                                   |
|  |                                                                 |
|  | Phrynoidis, Epidalea calamita, Bufo, Ingerophrynus, Leptophryne |
|  |                                                                 |
|  | Pelophryne, Ansonia, Adenominae                                 |
|  |                                                                 |

|  | Schismaderma carens                 |
|  |                                     |
|  | Nectophrynoides, Churamiti maridadi |
|  |                                     |

|  | Pseudepidalea                                                   |
|  |                                                                 |
|  | Phrynoidis, Epidalea calamita, Bufo, Ingerophrynus, Leptophryne |
|  |                                                                 |
|  | Pelophryne, Ansonia, Adenominae                                 |
|  |                                                                 |

|  | Schismaderma carens                 |
|  |                                     |
|  | Nectophrynoides, Churamiti maridadi |
|  |                                     |

|  | Pseudepidalea                                                   |
|  |                                                                 |
|  | Phrynoidis, Epidalea calamita, Bufo, Ingerophrynus, Leptophryne |
|  |                                                                 |
|  | Pelophryne, Ansonia, Adenominae                                 |
|  |                                                                 |

|  | Schismaderma carens                 |
|  |                                     |
|  | Nectophrynoides, Churamiti maridadi |
|  |                                     |

|  | Pseudepidalea                                                   |
|  |                                                                 |
|  | Phrynoidis, Epidalea calamita, Bufo, Ingerophrynus, Leptophryne |
|  |                                                                 |
|  | Pelophryne, Ansonia, Adenominae                                 |
|  |                                                                 |

|  | Schismaderma carens                 |
|  |                                     |
|  | Nectophrynoides, Churamiti maridadi |
|  |                                     |

|  | Pseudepidalea                                                   |
|  |                                                                 |
|  | Phrynoidis, Epidalea calamita, Bufo, Ingerophrynus, Leptophryne |
|  |                                                                 |
|  | Pelophryne, Ansonia, Adenominae                                 |
|  |                                                                 |

|  | Schismaderma carens                 |
|  |                                     |
|  | Nectophrynoides, Churamiti maridadi |
|  |                                     |

|  | Pseudepidalea                                                   |
|  |                                                                 |
|  | Phrynoidis, Epidalea calamita, Bufo, Ingerophrynus, Leptophryne |
|  |                                                                 |
|  | Pelophryne, Ansonia, Adenominae                                 |
|  |                                                                 |

|  | Schismaderma carens                 |
|  |                                     |
|  | Nectophrynoides, Churamiti maridadi |
|  |                                     |

|  | Pseudepidalea                                                   |
|  |                                                                 |
|  | Phrynoidis, Epidalea calamita, Bufo, Ingerophrynus, Leptophryne |
|  |                                                                 |
|  | Pelophryne, Ansonia, Adenominae                                 |
|  |                                                                 |

|  | Schismaderma carens                 |
|  |                                     |
|  | Nectophrynoides, Churamiti maridadi |
|  |                                     |

|  | Pseudepidalea                                                   |
|  |                                                                 |
|  | Phrynoidis, Epidalea calamita, Bufo, Ingerophrynus, Leptophryne |
|  |                                                                 |
|  | Pelophryne, Ansonia, Adenominae                                 |
|  |                                                                 |

|  | Schismaderma carens                 |
|  |                                     |
|  | Nectophrynoides, Churamiti maridadi |
|  |                                     |

|  | Pseudepidalea                                                   |
|  |                                                                 |
|  | Phrynoidis, Epidalea calamita, Bufo, Ingerophrynus, Leptophryne |
|  |                                                                 |
|  | Pelophryne, Ansonia, Adenominae                                 |
|  |                                                                 |

|  | Schismaderma carens                 |
|  |                                     |
|  | Nectophrynoides, Churamiti maridadi |
|  |                                     |

|  | Pseudepidalea                                                   |
|  |                                                                 |
|  | Phrynoidis, Epidalea calamita, Bufo, Ingerophrynus, Leptophryne |
|  |                                                                 |
|  | Pelophryne, Ansonia, Adenominae                                 |
|  |                                                                 |

|  | Schismaderma carens                 |
|  |                                     |
|  | Nectophrynoides, Churamiti maridadi |
|  |                                     |

|  | Pseudepidalea                                                   |
|  |                                                                 |
|  | Phrynoidis, Epidalea calamita, Bufo, Ingerophrynus, Leptophryne |
|  |                                                                 |
|  | Pelophryne, Ansonia, Adenominae                                 |
|  |                                                                 |

|  | Schismaderma carens                 |
|  |                                     |
|  | Nectophrynoides, Churamiti maridadi |
|  |                                     |

|  | Pseudepidalea                                                   |
|  |                                                                 |
|  | Phrynoidis, Epidalea calamita, Bufo, Ingerophrynus, Leptophryne |
|  |                                                                 |
|  | Pelophryne, Ansonia, Adenominae                                 |
|  |                                                                 |

|  | Schismaderma carens                 |
|  |                                     |
|  | Nectophrynoides, Churamiti maridadi |
|  |                                     |

|  | Pseudepidalea                                                   |
|  |                                                                 |
|  | Phrynoidis, Epidalea calamita, Bufo, Ingerophrynus, Leptophryne |
|  |                                                                 |
|  | Pelophryne, Ansonia, Adenominae                                 |
|  |                                                                 |

|  | Schismaderma carens                 |
|  |                                     |
|  | Nectophrynoides, Churamiti maridadi |
|  |                                     |

|  | Pseudepidalea                                                   |
|  |                                                                 |
|  | Phrynoidis, Epidalea calamita, Bufo, Ingerophrynus, Leptophryne |
|  |                                                                 |
|  | Pelophryne, Ansonia, Adenominae                                 |
|  |                                                                 |

|  | Schismaderma carens                 |
|  |                                     |
|  | Nectophrynoides, Churamiti maridadi |
|  |                                     |

|  | Pseudepidalea                                                   |
|  |                                                                 |
|  | Phrynoidis, Epidalea calamita, Bufo, Ingerophrynus, Leptophryne |
|  |                                                                 |
|  | Pelophryne, Ansonia, Adenominae                                 |
|  |                                                                 |

|  | Schismaderma carens                 |
|  |                                     |
|  | Nectophrynoides, Churamiti maridadi |
|  |                                     |

|  | Pseudepidalea                                                   |
|  |                                                                 |
|  | Phrynoidis, Epidalea calamita, Bufo, Ingerophrynus, Leptophryne |
|  |                                                                 |
|  | Pelophryne, Ansonia, Adenominae                                 |
|  |                                                                 |

|  | Schismaderma carens                 |
|  |                                     |
|  | Nectophrynoides, Churamiti maridadi |
|  |                                     |

|  | Pseudepidalea                                                   |
|  |                                                                 |
|  | Phrynoidis, Epidalea calamita, Bufo, Ingerophrynus, Leptophryne |
|  |                                                                 |
|  | Pelophryne, Ansonia, Adenominae                                 |
|  |                                                                 |

|  | Schismaderma carens                 |
|  |                                     |
|  | Nectophrynoides, Churamiti maridadi |
|  |                                     |

|  | Pseudepidalea                                                   |
|  |                                                                 |
|  | Phrynoidis, Epidalea calamita, Bufo, Ingerophrynus, Leptophryne |
|  |                                                                 |
|  | Pelophryne, Ansonia, Adenominae                                 |
|  |                                                                 |

|  | Schismaderma carens                 |
|  |                                     |
|  | Nectophrynoides, Churamiti maridadi |
|  |                                     |

|  | Pseudepidalea                                                   |
|  |                                                                 |
|  | Phrynoidis, Epidalea calamita, Bufo, Ingerophrynus, Leptophryne |
|  |                                                                 |
|  | Pelophryne, Ansonia, Adenominae                                 |
|  |                                                                 |

|  | Schismaderma carens                 |
|  |                                     |
|  | Nectophrynoides, Churamiti maridadi |
|  |                                     |

|  | Pseudepidalea                                                   |
|  |                                                                 |
|  | Phrynoidis, Epidalea calamita, Bufo, Ingerophrynus, Leptophryne |
|  |                                                                 |
|  | Pelophryne, Ansonia, Adenominae                                 |
|  |                                                                 |

|  | Schismaderma carens                 |
|  |                                     |
|  | Nectophrynoides, Churamiti maridadi |
|  |                                     |

|  | Pseudepidalea                                                   |
|  |                                                                 |
|  | Phrynoidis, Epidalea calamita, Bufo, Ingerophrynus, Leptophryne |
|  |                                                                 |
|  | Pelophryne, Ansonia, Adenominae                                 |
|  |                                                                 |

|  | Schismaderma carens                 |
|  |                                     |
|  | Nectophrynoides, Churamiti maridadi |
|  |                                     |

|  | Pseudepidalea                                                   |
|  |                                                                 |
|  | Phrynoidis, Epidalea calamita, Bufo, Ingerophrynus, Leptophryne |
|  |                                                                 |
|  | Pelophryne, Ansonia, Adenominae                                 |
|  |                                                                 |

|  | Schismaderma carens                 |
|  |                                     |
|  | Nectophrynoides, Churamiti maridadi |
|  |                                     |

|  | Pseudepidalea                                                   |
|  |                                                                 |
|  | Phrynoidis, Epidalea calamita, Bufo, Ingerophrynus, Leptophryne |
|  |                                                                 |
|  | Pelophryne, Ansonia, Adenominae                                 |
|  |                                                                 |

|  | Schismaderma carens                 |
|  |                                     |
|  | Nectophrynoides, Churamiti maridadi |
|  |                                     |

|  | Pseudepidalea                                                   |
|  |                                                                 |
|  | Phrynoidis, Epidalea calamita, Bufo, Ingerophrynus, Leptophryne |
|  |                                                                 |
|  | Pelophryne, Ansonia, Adenominae                                 |
|  |                                                                 |

|  | Schismaderma carens                 |
|  |                                     |
|  | Nectophrynoides, Churamiti maridadi |
|  |                                     |

|  | Pseudepidalea                                                   |
|  |                                                                 |
|  | Phrynoidis, Epidalea calamita, Bufo, Ingerophrynus, Leptophryne |
|  |                                                                 |
|  | Pelophryne, Ansonia, Adenominae                                 |
|  |                                                                 |

|  | Schismaderma carens                 |
|  |                                     |
|  | Nectophrynoides, Churamiti maridadi |
|  |                                     |

|  | Pseudepidalea                                                   |
|  |                                                                 |
|  | Phrynoidis, Epidalea calamita, Bufo, Ingerophrynus, Leptophryne |
|  |                                                                 |
|  | Pelophryne, Ansonia, Adenominae                                 |
|  |                                                                 |

|  | Schismaderma carens                 |
|  |                                     |
|  | Nectophrynoides, Churamiti maridadi |
|  |                                     |

|  | Pseudepidalea                                                   |
|  |                                                                 |
|  | Phrynoidis, Epidalea calamita, Bufo, Ingerophrynus, Leptophryne |
|  |                                                                 |
|  | Pelophryne, Ansonia, Adenominae                                 |
|  |                                                                 |

|  | Schismaderma carens                 |
|  |                                     |
|  | Nectophrynoides, Churamiti maridadi |
|  |                                     |

|  | Pseudepidalea                                                   |
|  |                                                                 |
|  | Phrynoidis, Epidalea calamita, Bufo, Ingerophrynus, Leptophryne |
|  |                                                                 |
|  | Pelophryne, Ansonia, Adenominae                                 |
|  |                                                                 |

|  | Schismaderma carens                 |
|  |                                     |
|  | Nectophrynoides, Churamiti maridadi |
|  |                                     |

|  | Pseudepidalea                                                   |
|  |                                                                 |
|  | Phrynoidis, Epidalea calamita, Bufo, Ingerophrynus, Leptophryne |
|  |                                                                 |
|  | Pelophryne, Ansonia, Adenominae                                 |
|  |                                                                 |

|  | Schismaderma carens                 |
|  |                                     |
|  | Nectophrynoides, Churamiti maridadi |
|  |                                     |

|  | Pseudepidalea                                                   |
|  |                                                                 |
|  | Phrynoidis, Epidalea calamita, Bufo, Ingerophrynus, Leptophryne |
|  |                                                                 |
|  | Pelophryne, Ansonia, Adenominae                                 |
|  |                                                                 |

|  | Schismaderma carens                 |
|  |                                     |
|  | Nectophrynoides, Churamiti maridadi |
|  |                                     |

|  | Pseudepidalea                                                   |
|  |                                                                 |
|  | Phrynoidis, Epidalea calamita, Bufo, Ingerophrynus, Leptophryne |
|  |                                                                 |
|  | Pelophryne, Ansonia, Adenominae                                 |
|  |                                                                 |

|  | Schismaderma carens                 |
|  |                                     |
|  | Nectophrynoides, Churamiti maridadi |
|  |                                     |

|  | Pseudepidalea                                                   |
|  |                                                                 |
|  | Phrynoidis, Epidalea calamita, Bufo, Ingerophrynus, Leptophryne |
|  |                                                                 |
|  | Pelophryne, Ansonia, Adenominae                                 |
|  |                                                                 |

|  | Schismaderma carens                 |
|  |                                     |
|  | Nectophrynoides, Churamiti maridadi |
|  |                                     |

|  | Pseudepidalea                                                   |
|  |                                                                 |
|  | Phrynoidis, Epidalea calamita, Bufo, Ingerophrynus, Leptophryne |
|  |                                                                 |
|  | Pelophryne, Ansonia, Adenominae                                 |
|  |                                                                 |

|  | Schismaderma carens                 |
|  |                                     |
|  | Nectophrynoides, Churamiti maridadi |
|  |                                     |

|  | Pseudepidalea                                                   |
|  |                                                                 |
|  | Phrynoidis, Epidalea calamita, Bufo, Ingerophrynus, Leptophryne |
|  |                                                                 |
|  | Pelophryne, Ansonia, Adenominae                                 |
|  |                                                                 |

|  | Schismaderma carens                 |
|  |                                     |
|  | Nectophrynoides, Churamiti maridadi |
|  |                                     |

|  | Pseudepidalea                                                   |
|  |                                                                 |
|  | Phrynoidis, Epidalea calamita, Bufo, Ingerophrynus, Leptophryne |
|  |                                                                 |
|  | Pelophryne, Ansonia, Adenominae                                 |
|  |                                                                 |

|  | Schismaderma carens                 |
|  |                                     |
|  | Nectophrynoides, Churamiti maridadi |
|  |                                     |

|  | Pseudepidalea                                                   |
|  |                                                                 |
|  | Phrynoidis, Epidalea calamita, Bufo, Ingerophrynus, Leptophryne |
|  |                                                                 |
|  | Pelophryne, Ansonia, Adenominae                                 |
|  |                                                                 |

|  | Schismaderma carens                 |
|  |                                     |
|  | Nectophrynoides, Churamiti maridadi |
|  |                                     |

|  | Pseudepidalea                                                   |
|  |                                                                 |
|  | Phrynoidis, Epidalea calamita, Bufo, Ingerophrynus, Leptophryne |
|  |                                                                 |
|  | Pelophryne, Ansonia, Adenominae                                 |
|  |                                                                 |

|  | Schismaderma carens                 |
|  |                                     |
|  | Nectophrynoides, Churamiti maridadi |
|  |                                     |

|  | Pseudepidalea                                                   |
|  |                                                                 |
|  | Phrynoidis, Epidalea calamita, Bufo, Ingerophrynus, Leptophryne |
|  |                                                                 |
|  | Pelophryne, Ansonia, Adenominae                                 |
|  |                                                                 |

|  | Schismaderma carens                 |
|  |                                     |
|  | Nectophrynoides, Churamiti maridadi |
|  |                                     |

|  | Pseudepidalea                                                   |
|  |                                                                 |
|  | Phrynoidis, Epidalea calamita, Bufo, Ingerophrynus, Leptophryne |
|  |                                                                 |
|  | Pelophryne, Ansonia, Adenominae                                 |
|  |                                                                 |

|  | Schismaderma carens                 |
|  |                                     |
|  | Nectophrynoides, Churamiti maridadi |
|  |                                     |

|  | Pseudepidalea                                                   |
|  |                                                                 |
|  | Phrynoidis, Epidalea calamita, Bufo, Ingerophrynus, Leptophryne |
|  |                                                                 |
|  | Pelophryne, Ansonia, Adenominae                                 |
|  |                                                                 |

|  | Schismaderma carens                 |
|  |                                     |
|  | Nectophrynoides, Churamiti maridadi |
|  |                                     |

|  | Pseudepidalea                                                   |
|  |                                                                 |
|  | Phrynoidis, Epidalea calamita, Bufo, Ingerophrynus, Leptophryne |
|  |                                                                 |
|  | Pelophryne, Ansonia, Adenominae                                 |
|  |                                                                 |

|  | Schismaderma carens                 |
|  |                                     |
|  | Nectophrynoides, Churamiti maridadi |
|  |                                     |

|  | Pseudepidalea                                                   |
|  |                                                                 |
|  | Phrynoidis, Epidalea calamita, Bufo, Ingerophrynus, Leptophryne |
|  |                                                                 |
|  | Pelophryne, Ansonia, Adenominae                                 |
|  |                                                                 |

|  | Schismaderma carens                 |
|  |                                     |
|  | Nectophrynoides, Churamiti maridadi |
|  |                                     |

|  | Pseudepidalea                                                   |
|  |                                                                 |
|  | Phrynoidis, Epidalea calamita, Bufo, Ingerophrynus, Leptophryne |
|  |                                                                 |
|  | Pelophryne, Ansonia, Adenominae                                 |
|  |                                                                 |

|  | Schismaderma carens                 |
|  |                                     |
|  | Nectophrynoides, Churamiti maridadi |
|  |                                     |

|  | Pseudepidalea                                                   |
|  |                                                                 |
|  | Phrynoidis, Epidalea calamita, Bufo, Ingerophrynus, Leptophryne |
|  |                                                                 |
|  | Pelophryne, Ansonia, Adenominae                                 |
|  |                                                                 |

|  | Schismaderma carens                 |
|  |                                     |
|  | Nectophrynoides, Churamiti maridadi |
|  |                                     |

|  | Pseudepidalea                                                   |
|  |                                                                 |
|  | Phrynoidis, Epidalea calamita, Bufo, Ingerophrynus, Leptophryne |
|  |                                                                 |
|  | Pelophryne, Ansonia, Adenominae                                 |
|  |                                                                 |

|  | Schismaderma carens                 |
|  |                                     |
|  | Nectophrynoides, Churamiti maridadi |
|  |                                     |

|  | Pseudepidalea                                                   |
|  |                                                                 |
|  | Phrynoidis, Epidalea calamita, Bufo, Ingerophrynus, Leptophryne |
|  |                                                                 |
|  | Pelophryne, Ansonia, Adenominae                                 |
|  |                                                                 |

|  | Schismaderma carens                 |
|  |                                     |
|  | Nectophrynoides, Churamiti maridadi |
|  |                                     |

|  | Pseudepidalea                                                   |
|  |                                                                 |
|  | Phrynoidis, Epidalea calamita, Bufo, Ingerophrynus, Leptophryne |
|  |                                                                 |
|  | Pelophryne, Ansonia, Adenominae                                 |
|  |                                                                 |

|  | Schismaderma carens                 |
|  |                                     |
|  | Nectophrynoides, Churamiti maridadi |
|  |                                     |

|  | Pseudepidalea                                                   |
|  |                                                                 |
|  | Phrynoidis, Epidalea calamita, Bufo, Ingerophrynus, Leptophryne |
|  |                                                                 |
|  | Pelophryne, Ansonia, Adenominae                                 |
|  |                                                                 |

|  | Schismaderma carens                 |
|  |                                     |
|  | Nectophrynoides, Churamiti maridadi |
|  |                                     |

|  | Pseudepidalea                                                   |
|  |                                                                 |
|  | Phrynoidis, Epidalea calamita, Bufo, Ingerophrynus, Leptophryne |
|  |                                                                 |
|  | Pelophryne, Ansonia, Adenominae                                 |
|  |                                                                 |

|  | Schismaderma carens                 |
|  |                                     |
|  | Nectophrynoides, Churamiti maridadi |
|  |                                     |

|  | Pseudepidalea                                                   |
|  |                                                                 |
|  | Phrynoidis, Epidalea calamita, Bufo, Ingerophrynus, Leptophryne |
|  |                                                                 |
|  | Pelophryne, Ansonia, Adenominae                                 |
|  |                                                                 |

|  | Schismaderma carens                 |
|  |                                     |
|  | Nectophrynoides, Churamiti maridadi |
|  |                                     |

|  | Pseudepidalea                                                   |
|  |                                                                 |
|  | Phrynoidis, Epidalea calamita, Bufo, Ingerophrynus, Leptophryne |
|  |                                                                 |
|  | Pelophryne, Ansonia, Adenominae                                 |
|  |                                                                 |

|  | Schismaderma carens                 |
|  |                                     |
|  | Nectophrynoides, Churamiti maridadi |
|  |                                     |

|  | Pseudepidalea                                                   |
|  |                                                                 |
|  | Phrynoidis, Epidalea calamita, Bufo, Ingerophrynus, Leptophryne |
|  |                                                                 |
|  | Pelophryne, Ansonia, Adenominae                                 |
|  |                                                                 |

|  | Schismaderma carens                 |
|  |                                     |
|  | Nectophrynoides, Churamiti maridadi |
|  |                                     |

|  | Pseudepidalea                                                   |
|  |                                                                 |
|  | Phrynoidis, Epidalea calamita, Bufo, Ingerophrynus, Leptophryne |
|  |                                                                 |
|  | Pelophryne, Ansonia, Adenominae                                 |
|  |                                                                 |

|  | Schismaderma carens                 |
|  |                                     |
|  | Nectophrynoides, Churamiti maridadi |
|  |                                     |

|  | Pseudepidalea                                                   |
|  |                                                                 |
|  | Phrynoidis, Epidalea calamita, Bufo, Ingerophrynus, Leptophryne |
|  |                                                                 |
|  | Pelophryne, Ansonia, Adenominae                                 |
|  |                                                                 |

|  | Schismaderma carens                 |
|  |                                     |
|  | Nectophrynoides, Churamiti maridadi |
|  |                                     |

|  | Pseudepidalea                                                   |
|  |                                                                 |
|  | Phrynoidis, Epidalea calamita, Bufo, Ingerophrynus, Leptophryne |
|  |                                                                 |
|  | Pelophryne, Ansonia, Adenominae                                 |
|  |                                                                 |

|  | Schismaderma carens                 |
|  |                                     |
|  | Nectophrynoides, Churamiti maridadi |
|  |                                     |

|  | Pseudepidalea                                                   |
|  |                                                                 |
|  | Phrynoidis, Epidalea calamita, Bufo, Ingerophrynus, Leptophryne |
|  |                                                                 |
|  | Pelophryne, Ansonia, Adenominae                                 |
|  |                                                                 |

|  | Schismaderma carens                 |
|  |                                     |
|  | Nectophrynoides, Churamiti maridadi |
|  |                                     |

|  | Pseudepidalea                                                   |
|  |                                                                 |
|  | Phrynoidis, Epidalea calamita, Bufo, Ingerophrynus, Leptophryne |
|  |                                                                 |
|  | Pelophryne, Ansonia, Adenominae                                 |
|  |                                                                 |

|  | Schismaderma carens                 |
|  |                                     |
|  | Nectophrynoides, Churamiti maridadi |
|  |                                     |

|  | Pseudepidalea                                                   |
|  |                                                                 |
|  | Phrynoidis, Epidalea calamita, Bufo, Ingerophrynus, Leptophryne |
|  |                                                                 |
|  | Pelophryne, Ansonia, Adenominae                                 |
|  |                                                                 |

|  | Schismaderma carens                 |
|  |                                     |
|  | Nectophrynoides, Churamiti maridadi |
|  |                                     |

|  | Pseudepidalea                                                   |
|  |                                                                 |
|  | Phrynoidis, Epidalea calamita, Bufo, Ingerophrynus, Leptophryne |
|  |                                                                 |
|  | Pelophryne, Ansonia, Adenominae                                 |
|  |                                                                 |

|  | Schismaderma carens                 |
|  |                                     |
|  | Nectophrynoides, Churamiti maridadi |
|  |                                     |

|  | Pseudepidalea                                                   |
|  |                                                                 |
|  | Phrynoidis, Epidalea calamita, Bufo, Ingerophrynus, Leptophryne |
|  |                                                                 |
|  | Pelophryne, Ansonia, Adenominae                                 |
|  |                                                                 |

|  | Schismaderma carens                 |
|  |                                     |
|  | Nectophrynoides, Churamiti maridadi |
|  |                                     |

|  | Pseudepidalea                                                   |
|  |                                                                 |
|  | Phrynoidis, Epidalea calamita, Bufo, Ingerophrynus, Leptophryne |
|  |                                                                 |
|  | Pelophryne, Ansonia, Adenominae                                 |
|  |                                                                 |

|  | Schismaderma carens                 |
|  |                                     |
|  | Nectophrynoides, Churamiti maridadi |
|  |                                     |

|  | Pseudepidalea                                                   |
|  |                                                                 |
|  | Phrynoidis, Epidalea calamita, Bufo, Ingerophrynus, Leptophryne |
|  |                                                                 |
|  | Pelophryne, Ansonia, Adenominae                                 |
|  |                                                                 |

|  | Schismaderma carens                 |
|  |                                     |
|  | Nectophrynoides, Churamiti maridadi |
|  |                                     |

|  | Pseudepidalea                                                   |
|  |                                                                 |
|  | Phrynoidis, Epidalea calamita, Bufo, Ingerophrynus, Leptophryne |
|  |                                                                 |
|  | Pelophryne, Ansonia, Adenominae                                 |
|  |                                                                 |

|  | Schismaderma carens                 |
|  |                                     |
|  | Nectophrynoides, Churamiti maridadi |
|  |                                     |

|  | Pseudepidalea                                                   |
|  |                                                                 |
|  | Phrynoidis, Epidalea calamita, Bufo, Ingerophrynus, Leptophryne |
|  |                                                                 |
|  | Pelophryne, Ansonia, Adenominae                                 |
|  |                                                                 |

|  | Schismaderma carens                 |
|  |                                     |
|  | Nectophrynoides, Churamiti maridadi |
|  |                                     |

|  | Pseudepidalea                                                   |
|  |                                                                 |
|  | Phrynoidis, Epidalea calamita, Bufo, Ingerophrynus, Leptophryne |
|  |                                                                 |
|  | Pelophryne, Ansonia, Adenominae                                 |
|  |                                                                 |

## Morfologia
Grzbiet zwierzęcia ubarwiony jest na czerwonawo, boki mogą być bledsze lub ciemniejsze. Spód ciała jest nakrapiany szarością.
Ropucha czerwona osiąga jak na płaza średnie bądź duże rozmiary, samice przerastają samce. Te pierwsze osiągają 92 mm długości, podczas gdy te ostatnie – 88 mm.
W przeciwieństwie do wielu europejskich ropuchowatych o wydatnych gruczołach przyusznych, u tej przedstawicielki rodziny nie dostrzega się ich, choć niektóre źródła odnotowują istnieje płaskich nieuwidaczniających się parotydów. Ani szczęki, ani podniebienie nie posiadają zębów. Bębenek zaokrąglonego kształtu osiąga rozmiary oka. Rozpoczyna się za nim pasmo gruczołów zmierzające w stronę tylnych kończyn. Zaznaczyć należy, że na grzbiecie ropuchy czerwonej występują one mniej licznie niż w przypadku większości jej krewniaczek. Zauważa się na nim za to parę brązowych plamek. Kolejna ich para występuje w okolicy barków. Błona pławna sięga prawie czubków palców.

## Występowanie
Gatunek cechuje się szerokim zasięgiem występowania. Na północy zahacza on o południową Kenię. Zajmuje większą część Tanzanii (oprócz przygranicznych regionów na północnym wschodzie, północy i zachodzie, a także południowym wschodzie). Podobnie obejmuje prawie całą Zambię (oprócz terenów wysuniętych najbardziej na północ i zachód). Nie pomija południowej części Demokratycznej Republiki Konga. Zahacza następnie o wschodnią Angolę, po czym jego granica dalej przebiega w Zambii, by dojść do Zimbabwe. W tym kraju ropuchy czerwonej nie spotyka się na zachodzie niedaleko granicy. Zasięg obejmuje dalej wschodnią Botswanę, północno-wschodnią Republikę Południowej Afryki i większą część Suazi. Rozpościera się także w zachodnim Mozambiku. Obecność gatunku w Lesotho nie została potwierdzona. Ropuchy czerwone stwierdzano też w Malawi i Namibii.
Zwierzę zasiedla tereny trawiaste i zadrzewione sawanny, ale występuje też na terenach rolniczych, w gospodarstwach hodowlanych i wokół osiedli ludzkich. Wymaga jednak obecności wody, by się rozmnożyć.

## Pożywienie i behawior
Schismaderma carens żywi się owadami. Zarówno polowania, jak i nawoływania odbywają się w nocy.

## Rozmnażanie
Wymaga środowiska wodnego. Samiec ma worki rezonansowe, dzięki którym nawołuje swą partnerkę – będąc w wodzie wydaje z siebie długie, głośne okrzyki. Podczas kopulacji wchodzi on na samicę, obejmując ją przednimi łapami. Na trzech pierwszych palcach ma specjalne obrzęknięte struktury, czym różni się wtedy od płci przeciwnej. Na południu Afryki początek sezonu rozrodczego przypada na październik, po ulewnych deszczach. Jeden lęg zawiera około 2500 jaj. W rozwoju występuje larwa zwana kijanką, mająca dziwny podkowiastego kształtu welonowaty skórny twór na głowie. Nie występują u niej nozdrza. Ma za to narząd gębowy w kształcie wyraźnego krążka. Kijanki przebywają zwykle razem, będąc w ścisłym kontakcie fizycznym. Zalicza się je do nektonu.

## Drapieżnicy i pasożyty
Przeprowadzone badania nad drapieżnikami polującymi na ropuchę czerwoną dotyczyły między innymi warugi. Jest to ptak z rzędu pelikanowych żywiący się w dużej mierze płazami. Szczątki płaza znaleziono też w układzie pokarmowym węża Crotophopeltis hotamboeia. Kijankami ropuchy czerwonej żywią się w południowej Afryce żółwie, co odnotował w 1965 Wager.
W pęcherzu moczowym płaza odkryto pasożyta, płazińca o nazwie Eupolystoma vanasi zaliczanego do rodziny Polystomatidae. W badaniach przeprowadzonych w RPA, w prowincjach Północnej i  KwaZulu-Natal, wśród przebadanych 27 osobników 37% było nosicielami, przy czym liczba pasożytów osiągała średnio 37, maksymalnie 130 u jednego gospodarza. Nie można wykluczyć, że w cyklu rozwojowym robaka występuje wewnętrzne samozarażenie dorosłego płaza.

## Status i ochrona
Co prawda nie poznano obecnego trendu populacji, ale gatunek jest zazwyczaj pospolity, chociaż trudno go spotkać poza czasem, gdy się rozmnaża. Z 12 spisów gatunków płazów zamieszkujących rezerwat East Usambara Forest obejmuje go tylko jeden.
Z powodu dużych możliwości adaptacyjnych gatunkowi obecnie nic poważnie nie zagraża. Akcje w celu ratowania go nie są potrzebne.

## W kulturze
Zwierzę to nie boi się człowieka. Zanotowano nawet przypadek, gdy ukrywszy się w bucie turysty dotarło razem z nim do Europy.
Ropucha czerwona stała się też bohaterką książki „Kribit The Red Toad From Maryland” autorstwa Lisy Ann Merriam, jej nazwy używa też wiele firm.